# Pterophorus spilodactylus
Pterophorus spilodactylus is een vlinder uit de familie vedermotten (Pterophoridae). De wetenschappelijke naam van de soort is voor het eerst geldig gepubliceerd in 1827 door Curtis.